# Medalla de Letras y Arte (Suecia)
Medalla de Letras y Arte  (en sueco: Litteris et Artibus) es un galardón entregado por la Casa Real de Suecia. Se otorga a quienes se hayan destacado por sus aportes y méritos principalmente en Literatura, Música y Representación escénica.

## Historia
En 1853 el príncipe heredero de Suecia y futuro rey, Carlos XV instituyó una condecoración al mérito con el nombre Pro Litteris et Artibus. El príncipe era una persona muy interesada en las artes creativas y también activo en el ambiente artístico de su reino. Escribía poesía, pintaba y coleccionaba arte. Su reinado se distinguió por la industrialización, los avances políticos, jurídicos y la libertad religiosa de Suecia.
En un comienzo fue otorgada por la Real Academia de Arte (Kungliga Akademien för de fria konsterna) pasando después a cargo de la Casa real sueca.

## Descripción
El diseño es de 1860, originalmente era hecha en oro 14 quilates, de 31,2 mm de diámetro y de un peso de 30,6 gramos. Se manufactura en plata bañada en oro. El reverso lleva la inscripción Litteris et artibus rodeada de una corona de laureles abierta, y en el anverso un busto del monarca Carlos XVI Gustavo.

## Ceremonia de entrega
La medalla se entrega en una ceremonia que se realiza dos veces al año en ocasión de los onomásticos del monarca, Carlos Gustavo. La primera el 28 de enero, y la segunda el 6 de junio. Se entregan cinco medallas en cada ocasión. La ceremonia abarca también el otorgamiento de otras dos condecoraciones: la medalla de la Orden del Serafin (Serafimermedaljen) y la Medalla de Su Real Majestad (H. M. Konungens medalj)

## Miscelánea
El estado de Austria también otorga una distinción de nombre parecido llamada la Cruz de Honor de Austria por la Ciencia y el Arte de Primera clase "Litteris et Artibus" (Österreichisches Ehrenkreuz für Wissenschaft und Kunst 1. Klasse "Litteris et Artibus")

## Galardonados
- 1857 – Karolina Bock
- 1865 – Elise Hwasser
- 1869 – Louise Michaëli
- 1871 – Henriette Nissen-Saloman
- 1874 – Béla Kéler
- 1885 – Bertha Tammelin
- 1886 – Ellen Hartman
- 1890 – Dina Edling
- 1891 – Thecla Åhlander, Agi Lindegren, Carolina Östberg
- 1895 – Mathilda Grabow
- 1896 – Agnes Branting
- 1899 – John Forsell
- 1900 – Adelina Patti
- 1906 – Martina Bergman-Österberg
- 1907 – Armas Järnefelt
- 1914 – Alice Tegnér
- 1914 – Anna Bergström-Simonsson
- 1915 – Anna Oscàr
- 1916 – Hugo Alfvén, Harriet Bosse, Carl Boberg
- 1920 – Nanny Larsén-Todsen, Wilhelm Kempff
- 1921 – Lotten Dahlgren
- 1922 – Sigrid Leijonhufvud
- 1923 – Helena Nyblom
- 1924 – Märta Måås-Fjetterström
- 1925 – Pauline Brunius, Ellen Roosval von Hallwyl
- 1926 – Carl Malmsten
- 1927 – Ida von Schulzenheim
- 1928 – Tora Teje
- 1932 – Oskar Lindberg
- 1934 – Olof Winnerstrand
- 1937 – Greta Garbo[1]
- 1940 – Irma Björck
- 1950 – Tyra Lundgren
- 1952 – Marian Anderson[2]
- 1960 – Birgit Nilsson
- 1968 – Nicolai Gedda
- 1969 – Eric Ericson, Elisabeth Söderström
- 1973 – Erland Josephson
- 1975 – Astrid Lindgren, Erik Saedén, Margaretha Krook
- 1976 – Margareta Hallin
- 1977 – Birgit Cullberg, Alf Henrikson, Lars-Erik Larsson, Allan Pettersson
- 1978 – Povel Ramel, Gunnar de Frumerie, Dag Wirén
- 1979 – Anders Ek, Gunn Wållgren
- 1980 – Erik Bruhn
- 1981 – Tage Danielsson, Lars Johan Werle, Hans Alfredson
- 1982 – Ernst-Hugo Järegård, Götz Friedrich
- 1983 – Birgitta Valberg, Ingvar Kjellson
- 1986 – Bengt Hambraeus, Jan Malmsjö, Sif Ruud
- 1987 – Nils Poppe
- 1988 – Per Myrberg
- 1989 – Bibi Andersson
- 1990 – Mona Malm, Sven Delblanc, Ulf Johanson
- 1991 – Lars Gunnar Bodin
- 1992 – Börje Ahlstedt, Harriet Andersson, Tomas Tranströmer
- 1993 – Gösta Winbergh, Håkan Hagegård, Lars Forssell
- 1994 – Sven-David Sandström
- 1995 – Daniel Börtz, Lennart Hjulström
- 1996 – Esa-Pekka Salonen, P. C. Jersild, Per Anders Fogelström, Solveig Ternström
- 1997 – Bo Widerberg, Göran Tunström, Kristina Adolphson, Sara Lidman
- 1998 – Kerstin Ekman, Georg Reidel, Gerda Antti, Margareta Ekström
- 1999 – Björn Ulvaeus, Agneta Pleijel, Anne Sofie von Otter, Lennart Hellsing, Marie Göranzon, sv, Stina Ekblad, Willy Kyrklund, Ylva Eggehorn
- 2000 – Björn Granath, Hans Gefors, Krister Henriksson, Maria Gripe, Per Olov Enquist
- 2001 – Anita Wall, Dan Laurin, Kim Anderzon, Majgull Axelsson, Mats Ek, Staffan Göthe, Staffan Valdemar Holm
- 2002 – Staffan Göthe, Arne Domnérus, Loa Falkman, Jan Sandström, Lena Endre, Olle Adolphson, Pernilla August, Roland Pöntinen, Sven-Bertil Taube, Torgny Lindgren
- 2003 – Marie Fredriksson, Eva Bergman, Håkan Hardenberger, Karin Rehnqvist, Kristina Lugn, Lars Amble
- 2004 – Birgitta Trotzig, Catarina Ligendza, Christian Lindberg, Hillevi Martinpelto, Katarina Dalayman, Knut Ahnlund, Lena Nyman, Lil Terselius
- 2005 – Bertil Norström, Eva Ström, Gunnel Vallquist, Ingvar Hirdwall, Irene Lindh, Jan Troell, Per Tengstrand, Per Wästberg, Peter Jablonski, Putte Wickman
- 2006 – Henning Mankell, Bobo Stenson,  Inger Sandberg, Johan Rabaeus, Lars Gustafsson, Lasse Sandberg
- 2007 – Reine Brynolfsson, Carola Häggkvist
- 2008 – Carl-Göran Ekerwald, Alf Hambe, Gunnar Harding, Inga Landgré, Lars Norén, Malin Ek, Nina Stemme
- 2009 – Katinka Faragó, Meg Westergren, Roy Andersson, Örjan Ramberg
- 2010 – Bodil Malmsten, Dan Ekborg, Malin Hartelius
- 2011 – Malena Ernman, Mats Bergström, Sten Ljunggren, Peter Mattei, Marie Richardson
- 2012 – Anders Paulsson, Martin Fröst, Wilhelm Carlsson, Lena Josefsson, Charlotta Larsson, Jan-Erik Wikström
- 2013 – Åke Lundqvist, Per Nyström, Vibeke Olsson Falk, Kristina Törnqvist, Sven Wollter
- 2014 – Tomas von Brömssen, Pers Anna Larsson, Staffan Mårtensson, Ingela Olsson
- 2015 – Rigmor Gustafsson, Livia Millhagen, Ann Petrén, Therese Brunnander
- 2016 – Kerstin Avemo, Malin Byström, Anders Eljas, Nils Landgren, Lars Lerin, Magnus Lindgren, Elin Rombo, Johannes Öhman
- 2017 – Elisabeth Eriksson, Ann Hallenberg, Elin Klinga, Lars Humble, Ola Larsmo, Lisa Nilsson
- 2018 – Rolf Martinsson, Dan-Olof Stenlund, Iréne Theorin, Helen Sjöholm, Per Åhlin
- 2019 – Gunilla Bergström, Lars Lind, Peter Andersson, Katarina Ewerlöf, Erland Hagegård, Bengt Krantz
- 2020 – Kicki Bramberg, Lisa Larsson, Gunilla Röör, Gregor Zubicky, Gary Graden, Per Gudmundson, Sissela Kyle, Johan Ulveson, Ingrid Tobiasson